# Fabian Lienhard
Fabian Lienhard (Steinmaur, 3 september 1993) is een Zwitsers veldrijder en wegwielrenner die anno 2025 rijdt voor Tudor Pro Cycling Team.

## Carrière
Als junior eindigde Lienhard tweemaal op het podium tijdens de nationale kampioenschappen veldrijden. Op de weg won hij in 2010 een etappe in de GP Rüebliland.
Als derdejaars belofte werd Lienhard derde op het nationale kampioenschap tijdrijden. Anderhalve maand later won hij de wegwedstrijd, voor Lukas Spengler en Lukas Müller. Op het wereldkampioenschap werd hij twaalfde in de wegwedstrijd voor beloften. In het veldrijden werd Lienhard tweemaal nationaal kampioen veldrijden bij de beloften en nam hij viermaal deel aan het wereldkampioenschap, met een dertiende plaats in 2015 als beste klassering.
In 2017 werd Lienhard, na al tweemaal vierde te zijn geworden, derde in de Ronde van Bern. Een maand later werd hij ook derde in Rund um Köln en vierde op het nationale kampioenschap op de weg. Na een derde plaats in de Ronde van de Jura en een twintigste plaats in de Coppa Bernocchi eindigde Lienhard als honderdste in de wegwedstrijd op het wereldkampioenschap. In oktober werd hij onder meer derde in de Ronde van de Vendée.
In 2018 werd Lienhard prof bij Holowesko-Citadel p/b Araphaoe Resources. Een jaar later deed hij een stap terug en ging hij rijden voor IAM–Excelsior, een Zwitserse continentale wielerploeg. Voor deze ploeg won hij in het voorjaar de Kroatische Poreč Trophy.

## Veldrijden

### Palmares
| Seizoen   | Wereldbeker | EKZ CrossTour | WK       | EK       | ZK       | Overige  | Totaal aantal zeges |
| Junioren  | Junioren    | Junioren      | Junioren | Junioren | Junioren | Junioren | Junioren            |
| --------- | ----------- | ------------- | -------- | -------- | -------- | -------- | ------------------- |
| 2009-2010 |             |               | 43e      |          | Brons    |          | 0                   |
| 2010-2011 |             |               | 13e      | 22e      | Zilver   |          | 0                   |
| Beloften  |             |               |          |          |          |          |                     |
| 2011-2012 |             |               | 32e      | 30e      | Goud     |          | 1                   |
| 2012-2013 |             |               | 26e      | 26e      | Brons    |          | 0                   |
| 2013-2014 |             |               | 25e      | 23e      | Brons    |          | 0                   |
| 2014-2015 |             |               | 13e      |          | Goud     |          | 1                   |
| Elite     |             |               |          |          |          |          |                     |
| 2015-2016 |             |               |          |          | 11e      |          | 0                   |
| 2016-2017 |             |               |          |          | 4e       |          | 0                   |

## Wegwielrennen

### Overwinningen
2010
2e etappe GP Rüebliland
2014
 Zwitsers kampioen op de weg, Beloften
2018
1e etappe Ronde van Normandië
2019
Poreč Trophy
2e etappe Ronde van Loir-et-Cher

### Resultaten in voornaamste wedstrijden
| Jaar | Ronde van Italië | Ronde van Frankrijk | Ronde van Spanje |
| ---- | ---------------- | ------------------- | ---------------- |
| 2017 |                  |                     |                  |
| 2018 |                  |                     |                  |
| 2019 |                  |                     |                  |
| 2020 |                  |                     |                  |
| 2021 |                  |                     |                  |
| 2022 |                  |                     | 122e             |
| 2023 | 113e             |                     |                  |
| 2024 | 139e             |                     |                  |
| 2025 |                  | 157e                |                  |

| Jaar | Milaan-San Remo | Gent-Wevelgem | Ronde van Vlaanderen | Parijs-Roubaix | Amstel Gold Race | Omloop Het Nieuwsblad | Kuurne-Brussel-Kuurne |  | WK op de weg |
| ---- | --------------- | ------------- | -------------------- | -------------- | ---------------- | --------------------- | --------------------- |  | ------------ |
| 2017 |                 |               |                      |                |                  |                       |                       |  | 100e         |
| 2018 |                 |               |                      |                |                  |                       |                       |  |              |
| 2019 |                 |               |                      |                |                  |                       |                       |  |              |
| 2020 |                 | opgave        | 95e                  |                |                  | opgave                | 12e                   |  |              |
| 2021 |                 | 73e           |                      | opgave         | opgave           | 107e                  | 113e                  |  | 63e          |
| 2022 |                 | 84e           | 51e                  | buit.tijd      | 72e              | 38e                   | 30e                   |  | 89e          |
| 2023 |                 | 33e           | 78e                  | 34e            |                  | 78e                   | 68e                   |  | opgave       |
| 2024 |                 | 22e           | 63e                  | 84e            |                  | 82e                   | 40e                   |  | opgave       |
| 2025 | 133e            | 92e           | 73e                  | 60e            |                  | 119e                  | 131e                  |  |              |

## Ploegen
- 2016 –  BMC Racing Team (stagiair vanaf 27-7)
- 2017 –  Team Vorarlberg
- 2018 –  Holowesko-Citadel p/b Araphaoe Resources
- 2019 –  IAM–Excelsior
- 2020 –  Groupama-FDJ
- 2021 –  Groupama-FDJ
- 2022 –  Groupama-FDJ
- 2023 –  Groupama-FDJ
- 2024 –  Groupama-FDJ
- 2025 –  Tudor Pro Cycling Team

Atapuma · Bohli · Bookwalter · Burghardt · Caruso · De Marchi · Dennis · Dillier · Drucker · Gerts · Gilbert · Hermans · Küng · Moinard · Oss · Phinney · Porte · Quinziato · Rosskopf · Sánchez · Schär · Senni · Teuns · Van Avermaet  · Van Garderen · Velits · Vliegen · Wyss · Zabel · Eisenhart (stagiair) · Lienhard (stagiair)
Brøchner · Bryon · Bybee · Companioni · Dahlheim · Eisenhart · Flaksis · Gómez · Koontz · Krasilnikaw · Lewis · Lienhard · Murphy · Rhim · Sánchez · Schmitt
Armirail · Bonnet · Brunel · Delage · Démare · Duchesne · Frankiny · Gaudu · Geniets · Guarnieri · Gugliemi · Konovalovas · Küng   · Ladagnous · Le Gac · Lienhard · Ludvigsson · Madouas · Molard · Pinot · Reichenbach · Roux · Sarreau · Scotson · Seigle · Sinkeldam · Thomas · Vincent · Davy (stagiair) · Stewart (stagiair)
Armirail · Badilatti · van den Berg · Bonnet · Brunel · Davy · Delage · Démare · Duchesne · Gaudu · Geniets · Guarnieri · Gugliemi · Konovalovas · Küng     · Ladagnous · Le Gac · Lienhard · Ludvigsson · Madouas · Molard · Pinot · Reichenbach · Roux · Scotson · Seigle · Sinkeldam · Stewart · Thomas · Valter
Armirail · Askey · Badilatti · Davy · Démare · Duchesne · Gaudu · Geniets · Guarnieri · Konovalovas · Küng   · Ladagnous · Le Gac · Lienhard · Ludvigsson · Madouas · Molard · Pacher · Penhoët (vanaf 1/8) · Pinot · Reichenbach · Roux · Scotson · Sinkeldam · Stewart · Storer · Valter · van den Berg · Welten
Armirail · Askey · Davy · Démare (tot 31/7) · Gaudu · Geniets · Germani · Grégoire · Konovalovas · Küng · Ladagnous · Le Gac · Lienhard · Madouas · Martinez · Molard · Pacher · Paleni · Penhoët · Pinot · Pithie · Scotson · Stewart · Storer · Thompson · van den Berg · Watson · Welten
Askey · Barthe · Bystrøm · Davy · Gaudu · Geniets · Germani · Grégoire · Gruel (vanaf 1/3) · Konovalovas · Küng · Le Gac · Le Huitouze · Lienhard · Madouas · Martinez · Molard · Pacher · Paleni · Penhoët · Pithie · Rochas · Russo · Sarreau · Thompson · van den Berg · Walls · Watson